# LG Nike Berlin

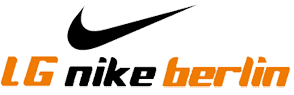
LG Nike Berlin

Die LG Nike Berlin war eine deutsche Leichtathletikgemeinschaft, die aus den Leichtathletik-Abteilungen der Berliner Vereine SV Preußen Berlin, SC Berlin, SC Eintracht Berlin und LAC Olympia 88 Berlin bestand.
Sie wurde 1998 gegründet, um gezielt Spitzensport in der Leichtathletik zu ermöglichen. Gründungsmitglieder waren der SC Charlottenburg, SV Preußen Berlin, SC Eintracht Mahlsdorf und LAC Olympia 88 Berlin. 
Erfolgreiche Sportler der Leichtathletikgemeinschaft waren Claudia Marx, Uta Pippig, Mike Fenner, Anja Neupert und André Niklaus. Die 4-mal-400-Meter-Staffel der Frauen gewann 2006 Gold bei den Deutschen Meisterschaften in Ulm und konnte damit den vierten Titel in Folge erlaufen.
Nachdem Hauptsponsor Nike sein Engagement beendet hatte, wurde im Oktober 2013 die Auflösung der LG bekanntgegeben.